# Goniothalamus
Goniothalamus es un género de plantas de la familia Annonaceae. Tienen una distribución Paleotropical.

## Descripción
Son árboles o arbustos erectos con pecíolo corto. Inflorescencias axilares o extra-axilares. Pedicelo bracteolado en la base. Sépalos 3, valvados. Pétalos 6, en 2 verticilos, con cada verticilo valvado; pétalos exteriores planos, gruesos; pétalos interiores pequeños. Estambres muchos. frutos monocarpos subsésiles a poco estipitados, oblongo-elipsoidales u ovoides. Semillas 1-10 por monocarpo.

## Taxonomía
El género fue descrito por (Blume) Hook. f. & Thomson y publicado en Flora Indica: being a systematic account of the plants.. 105. 1855.

## Especies
- Goniothalamus amuyon (Blanco) Merr.
- Goniothalamus bracteosus Bân
- Goniothalamus brunneus Merr.
- Goniothalamus carolinensis Kaneh.
- Goniothalamus catanduanensis Quisumb.
- Goniothalamus chinensis Merr. et Chun
- Goniothalamus clemensii Bân
- Goniothalamus dolichopetalus Merr.
- Goniothalamus elmeri Merr.
- Goniothalamus epiphyticus Elmer
- Goniothalamus gitingensis Elmer
- Goniothalamus kinabaluensis Bân
- Goniothalamus lancifolius Merr.
- Goniothalamus longistylus Merr.
- Goniothalamus macrophyllus (Blume) Hook. f. et Thomson - kikapas de la India[4]
- Goniothalamus mindanaensis Elmer
- Goniothalamus nitidus Merr.
- Goniothalamus obtusifolius Merr.
- Goniothalamus philippinensis Merr.
- Goniothalamus repevensis Pierre ex Finet et Gagnep.
- Goniothalamus saigonensis Pierre ex Finet et Gagnep.
- Goniothalamus suluensis Merr.
- Goniothalamus tamirensis Pierre ex Finet et Gagnep.
- Goniothalamus tortilipetalum M. R. Hend.
- Goniothalamus touranensis Ast
- Goniothalamus tripetalus (Lam.) Veldkamp & R.M.K.Saunders - cananga oetan de la India[4]
- Goniothalamus uvarioides King

## Fitoquímica
La queliensinina es un pseudoalcaloide aislado de Goniothalamus cheliensis. Esta planta muestra actividad antineoplásica.